# 930 TCN
930 TCN là một năm trong lịch La Mã.